# Brad Norton
Brad Joseph Norton (né le 13 février 1975 à Cambridge dans l'État de Massachusetts aux États-Unis) est un joueur professionnel américain de hockey sur glace. Il a un frère, Jeff, qui a déjà joué dans la Ligue nationale de hockey.

## Carrière
Considéré comme un défenseur robuste, Brad Norton est sélectionné par les Oilers d'Edmonton lors du repêchage d'entrée dans la Ligue nationale de hockey en 1993. Il commence en 1994 sa carrière universitaire en jouant pour le Minutemen de l'Université du Massachusetts à Amherst. En 1997, après sa quatrième saison avec le Minutemen, Norton commence sa carrière professionnelle en jouant pour les Vipers de Détroit dans la Ligue internationale de hockey où son équipe a atteint la finale des séries éliminatoires de la Coupe Turner. Il joue par la suite trois saisons avec les Bulldogs de Hamilton de la Ligue américaine de hockey.
Il fait ses débuts dans la LNH en 2001-2002 avec les Panthers de la Floride où il est aligné à 22 matchs au cours de cette saison. La saison 2002-2003 est la plus aboutie pour Norton dans la LNH en jouant 53 matchs avec les Kings de Los Angeles pour trois buts et autant d'aides. Dans la LNH, il a joué en tout 124 parties pour trois buts et huit aides pour onze points et 287 minutes de pénalité avec les Panthers, les Kings, les Capitals de Washington, les Sénateurs d'Ottawa et les Red Wings de Détroit.
En juillet 2007, il signe un contrat avec les Sharks de San José mais une blessure au dos l'empêche de jouer la saison. Il n'a pas joué depuis.

## Statistiques
| Saison     | Équipe                   | Ligue      |     | Saison régulière | Saison régulière | Saison régulière | Saison régulière | Saison régulière |   | Séries éliminatoires | Séries éliminatoires | Séries éliminatoires | Séries éliminatoires | Séries éliminatoires |
| Saison     | Équipe                   | Ligue      | PJ  | B                | A                | Pts              | Pun              | PJ               | B | A                    | Pts                  | Pun                  |                      |                      |
| 1994-1995  | Minutemen d'UMass        | NCAA       | 30  | 0                | 6                | 6                | 89               | -                | - | -                    | -                    | -                    |                      |                      |
| 1995-1996  | Minutemen d'UMass        | NCAA       | 34  | 4                | 12               | 16               | 99               | -                | - | -                    | -                    | -                    |                      |                      |
| 1996-1997  | Minutemen d'UMass        | NCAA       | 35  | 2                | 16               | 18               | 88               | -                | - | -                    | -                    | -                    |                      |                      |
| 1997-1998  | Minutemen d'UMass        | NCAA       | 20  | 2                | 13               | 15               | 28               | -                | - | -                    | -                    | -                    |                      |                      |
| 1997-1998  | Vipers de Détroit        | LIH        | 33  | 1                | 4                | 5                | 56               | 22               | 0 | 2                    | 2                    | 87                   |                      |                      |
| 1998-1999  | Bulldogs de Hamilton     | LAH        | 58  | 1                | 8                | 9                | 134              | 11               | 0 | 1                    | 1                    | 6                    |                      |                      |
| 1999-2000  | Bulldogs de Hamilton     | LAH        | 40  | 5                | 12               | 17               | 104              | 10               | 1 | 4                    | 5                    | 26                   |                      |                      |
| 2000-2001  | Bulldogs de Hamilton     | LAH        | 46  | 3                | 15               | 18               | 114              | -                | - | -                    | -                    | -                    |                      |                      |
| 2001-2002  | Bears de Hershey         | LAH        | 40  | 0                | 10               | 10               | 62               | 2                | 0 | 0                    | 0                    | 6                    |                      |                      |
| 2001-2002  | Panthers de la Floride   | LNH        | 22  | 0                | 2                | 2                | 45               | -                | - | -                    | -                    | -                    |                      |                      |
| 2002-2003  | Kings de Los Angeles     | LNH        | 53  | 3                | 3                | 6                | 97               | -                | - | -                    | -                    | -                    |                      |                      |
| 2003-2004  | Kings de Los Angeles     | LNH        | 20  | 0                | 1                | 1                | 77               | -                | - | -                    | -                    | -                    |                      |                      |
| 2003-2004  | Capitals de Washington   | LNH        | 16  | 0                | 1                | 1                | 17               | -                | - | -                    | -                    | -                    |                      |                      |
| 2005-2006  | Jokerit                  | SM-liiga   | 20  | 2                | 2                | 4                | 91               | -                | - | -                    | -                    | -                    |                      |                      |
| 2005-2006  | Senators de Binghamton   | LAH        | 36  | 0                | 4                | 4                | 102              | -                | - | -                    | -                    | -                    |                      |                      |
| 2005-2006  | Sénateurs d'Ottawa       | LNH        | 7   | 0                | 0                | 0                | 31               | -                | - | -                    | -                    | -                    |                      |                      |
| 2006-2007  | Red Wings de Détroit     | LNH        | 6   | 0                | 1                | 1                | 20               | -                | - | -                    | -                    | -                    |                      |                      |
| 2006-2007  | Griffins de Grand Rapids | LAH        | 43  | 1                | 4                | 5                | 102              | 7                | 1 | 2                    | 3                    | 24                   |                      |                      |
| Totaux LNH | Totaux LNH               | Totaux LNH | 124 | 3                | 8                | 11               | 287              | -                | - | -                    | -                    | -                    |                      |                      |

## Transactions en carrière
- 26 juin 1993 : repêché par les Oilers d'Edmonton au 215e rang de la neuvième ronde du repêchage d'entrée dans la Ligue nationale de hockey en 1993.
- 26 juillet 2001 : signe en tant qu'agent libre avec les Panthers de la Floride
- 24 septembre 2002 : signe en tant qu'agent libre avec les Kings de Los Angeles.
- 4 mars 2004 : réclamé au ballotage par les Capitals de Washington des Kings.
- 11 octobre 2005 : signe en tant qu'agent libre avec le Jokerit Helsinki du championnat de Finlande.
- 8 mars 2006 : signe en tant qu'agent libre avec les Sénateurs d'Ottawa.
- 8 août 2006 : signe en tant qu'agent libre avec les Red Wings de Détroit.
- 18 juillet 2007 : signe en tant qu'agent libre avec les Sharks de San José.